# Měšín
Měšín é uma comuna checa localizada na região de Vysočina, distrito de Jihlava.